# Richard Tuttle
Richard Tuttle (* 12. července 1941, Rahway) je americký sochař a kreslíř.

## Životopis
Studoval na Pratt Institute of Design v Brooklynu, na Trinity College v Hartfordu, kde získal Bachelor of Fine Arts a pokračoval na Cooper Union. Vedle toho působil jako asistent v Betty Parsons Gallery, kde měl svou první samostatnou výstavu v roce 1965. Z počátku byl ovlivněn pracemi Agnes Martinové a Ellswortha Kellyho.

## Výstavy (výběr)
- 1965 Betty Parsona Gallery, New York
- 1968 Galerie Alfred Schmela, Düsseldorf
- 1969 Kunsthalle Bern, When Attitudes Become Form
- 1972 documenta 5, Kassel
- 1975 Whitney Museum of American Art, New York
- 1977 documenta 6, Kassel
- 1982 documenta 7, Kassel
- 1987 Skulptur.Projekte Münster
- 2001 49. Biennale di Venezia
- 2002 Museu Serralves, Porto; Memento
- 2005 San Francisco Museum of Modern Art
- 2007 Museum of Contemporary Art (Chicago)
- 2014 Richard Tuttle: I Don’t Know. The Weave of Textile Language, Tate Modern
- 2016: Richard Tuttle καλλίρροος schön-fliessend, Kunstmuseum Winterthur